# Cascade de Sakaleona
La cascade de Sakaleona est la plus haute chute d'eau de Madagascar avec 200 m.

## Géographie
Elle se situe sur la rivière Sakaleona dans le district de Nosy Varika (région Vatovavy), à 18 km du village d'Ampasinambo.